# Partit judicial de Béjar
Béjar és un partit judicial de la província de Salamanca, que està formada pels municipis de:
| Aldeacipreste            | Aldeavieja de Tormes        | Armenteros              | La Bastida               |
| Béjar                    | Berrocal de Salvatierra     | La Cabeza de Béjar      | La Calzada de Béjar      |
| Candelario               | Cantagallo                  | Casafranca              | Cepeda                   |
| Cereceda de la Sierra    | El Cerro                    | Cespedosa de Tormes     | Colmenar de Montemayor   |
| Cristóbal de la Sierra   | Endrinal                    | Escurial de la Sierra   | Frades de la Sierra      |
| Fresnedoso               | Fuenterroble de Salvatierra | Fuentes de Béjar        | Gallegos de Solmirón     |
| Garcibuey                | Guijo de Ávila              | Guijuelo                | Herguijuela de la Sierra |
| Herguijuela del Campo    | Horcajo de Montemayor       | Lagunilla               | La Hoya                  |
| Ledrada                  | Linares de Riofrío          | Madroñal                | Miranda del Castañar     |
| Molinillo                | Monleón                     | Montejo                 | Montemayor del Río       |
| Navacarros               | Nava de Béjar               | Navalmoral de Béjar     | Navamorales              |
| Peñacaballera            | Peromingo                   | Pinedas                 | Pizarral                 |
| Puebla de San Medel      | Puente del Congosto         | Puerto de Béjar         | Salvatierra de Tormes    |
| San Esteban de la Sierra | San Miguel de Valero        | Sanchotello             | Santibáñez de Béjar      |
| Santibáñez de la Sierra  | Los Santos                  | Sequeros                | La Sierpe                |
| Sorihuela                | Sotoserrano                 | La Tala                 | El Tejado                |
| El Tornadizo             | Valdefuentes de Sangusín    | Valdehijaderos          | Valdelacasa              |
| Valdelageve              | Valero                      | Valverde de Valdelacasa | Vallejera de Riofrío     |
| Villanueva del Conde     |                             |                         |                          |